# Ina Latendorf
Ina Latendorf (nascida a 26 de junho de 1971) é uma política alemã do partido político DIE LINKE. Ela foi eleita para o Bundestag nas eleições federais de 2021.
Ela concorreu pelo círculo eleitoral de Schwerin - Ludwigslust-Parchim I - Nordwestmecklenburg I no oeste de Mecklenburg-Vorpommern, mas ficou em quarto lugar; contudo, ganhou uma cadeira no parlamento pela lista estadual.